# Hugo Laurell
Hugo Fredrik Laurell, född 21 november 1884 i Uppsala, död 23 januari 1959 i Uppsala, var en svensk överläkare och medicinsk forskare. Han var bror till Karl J. Laurell och far till Carl-Bertil Laurell. 
Laurell blev medicine licentiat vid Uppsala universitet 1912, docent i medicinsk radiologi 1926 och medicine hedersdoktor vid Uppsala universitet 1927. Han blev lärare i nämnda ämne vid Uppsala universitet samma år och innehade från 1931 en personlig professur i detta ämne vid nämnda universitet. Han var föreståndare respektive överläkare vid Akademiska sjukhuset i Uppsala från 1914 och redaktör för Uppsala läkareförenings förhandlingar. Han blev 1937 ledamot av Vetenskapssocieteten i Uppsala och 1940 ledamot av Vetenskapsakademien.
1919 införde han på eget initiativ undervisning i radiologi. Bland hans många arbeten märks Über respiratorische Veränderungen im Lungenfeld, Mediastinum und Zwerchfell unter normalen Verhältnissen und bei gewissen krankhaften Zuständen (1927), Om abnorma statiska cirkulationsfenomen och därmed sammanhängande sjukliga symtom (1927), Röntgenologische Herzstudien (1928), Om akuta bukfall, framförallt från röntgenologisk synpunkt (1930) samt Ein Beitrag zur Deutung der sogenannten Ringschetten ind der Lungen (1929).
Hugo Laurell är begravd på Uppsala gamla kyrkogård.